# Квантовый хаос
Квантовый хаос (англ. quantum chaos, нем. Quantenchaos) — динамика квантовых систем, соответствующих хаотическим классическим системам.
Область физических исследований, изучающих квантовые аналоги систем, для которых в классической физике характерно хаотическое поведение, пытается ответить на основной вопрос — как соотносятся между собой квантовая механика и классический хаос? Принцип соответствия утверждает, что классическая механика является классической границей квантовой механики. Если это так, то в квантовой механике должно быть что-то, что могло бы вызвать классический хаос. Если в квантовой механике отсутствует экспоненциальная чувствительность к начальным условиям, то как такая чувствительность может возникнуть в классической физике, которая должна быть предельным случаем квантовой механики? Пытаясь найти ответ на этот основной вопрос, теория квантового хаоса использует несколько различных подходов, среди которых:
- Развитие методов решения квантовых задач в тех случаях, когда возмущения нельзя считать малыми, и теория возмущений неприменима, а также изучение состояний с большими квантовыми числами.
- Нахождение соответствия между статистическим описанием собственных значений (уровней энергии) квантовой системы и классическим поведением классической системы с той же функцией Гамильтона.
- Полуклассические методы вроде теории периодических орбит, связывающие клаcсические траектории динамических систем с квантовыми характеристиками.
- Прямое применение принципа соответствия.

## История
В течение первой половины двадцатого века хаотическое поведение в механике было признано (как в задаче трёх тел в небесной механике), но не совсем понято. Основы современной квантовой механики были заложены в тот период, по существу, оставив в стороне вопрос о квантово-классическом соответствии в системах, классический предел которых демонстрирует хаос.